# Luca Pianca
Luca Pianca (ur. w 1958 w Lugano) – szwajcarski lutnista, jeden ze współzałożycieli w 1985 zespołu muzyki dawnej – Il Giardino Armonico.
Studiował pod okiem Nikolausa Harnoncourta w Mozarteum w Salzburgu. Wchodził w skład muzyków Opernhaus Zürich. Od 1982 współpracował z Concentus Musicus Wien. W 1985 razem z Giovannim Antoninim założył Il Giardino Armonico, zespół instrumentalistów specjalizujących się w wykonaniach muzyki dawnej z wykorzystaniem instrumentów z epoki.
Od 1999 tworzy duet z gambistą Vittorio Ghielmim. Ich współpraca zaowocowała wydaniem kilku albumów. Współpracował także z Romanem Turovskym-Savchukiem, a także ze Stingiem.
Dawał solowe recitale w takich salach koncertowych jak m.in. Musikverein czy Carnegie Hall.
Wśród otrzymanych wyróżnień są m.in.: Diapason d' Or (5 razy), Choc du Monde de la Musique (4 razy), Grammophone Award w 1996 czy Deutscher Schallplattenpreis w 1998.

## Wybrana dyskografia

### Z Vittorio Ghielmim
- 1999 – Bagpipes from Hell; Winter & Winter 910-050-2
- 2002 – Pièces de caractère; Opus 111 / Naïve OP 30351
- 2005 – Per un bacio; Marta Almajano / Luca Pianca / Vittorio Ghielmi; Harmonia Mundi B0007ULBIS
- 2005 – Duo; Harmonia Mundi B000B0XQS2
- 2006 – Devil's Dream; Harmonia Mundi B000KGGIMI[2]